# Sneakers
Pour les articles homonymes, voir Sneakers (homonymie).

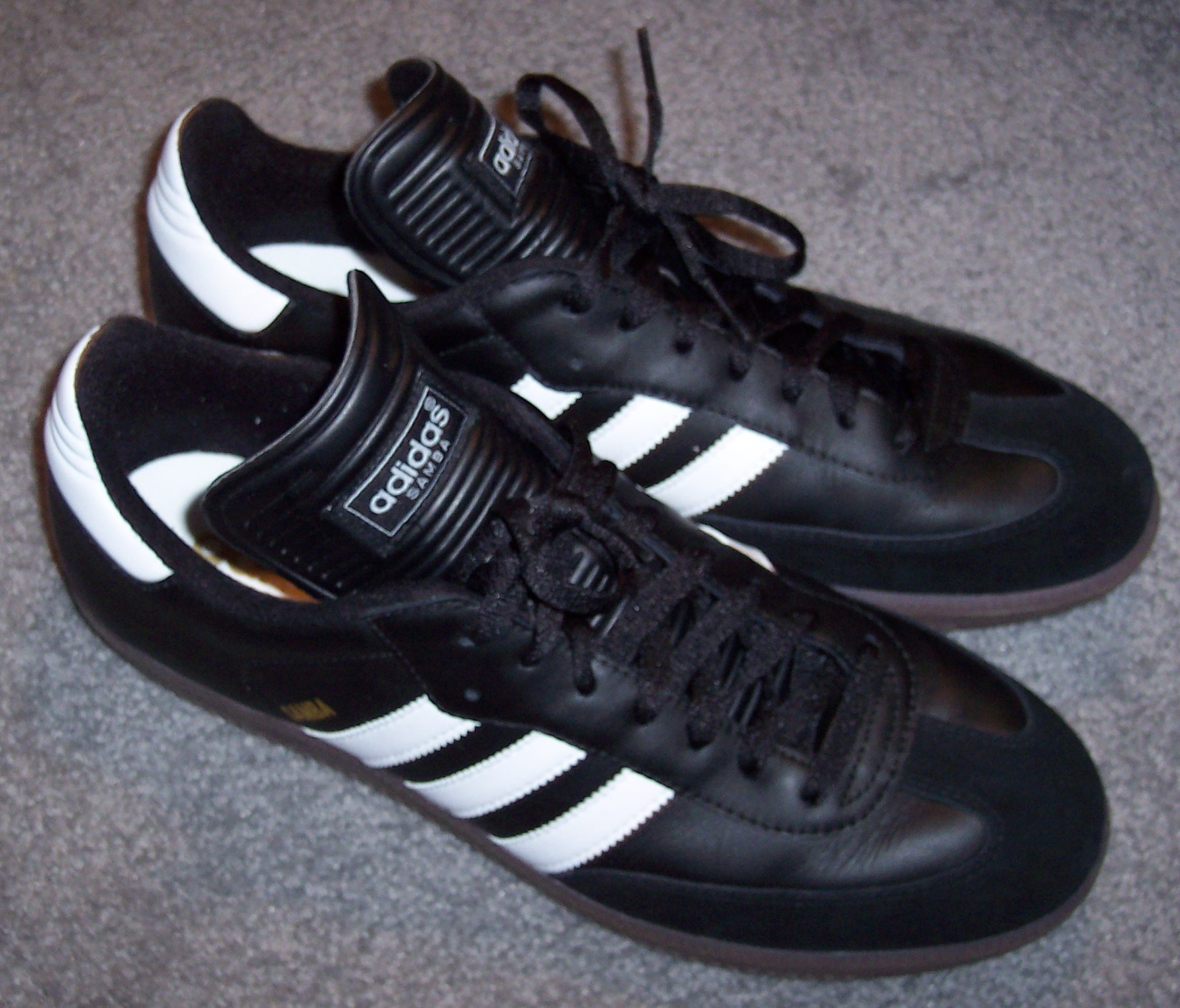
Paire d'Adidas Samba.

Les sneakers désignent une paire de chaussures de sport détournée à un usage citadin et quotidien. Dérivées des modèles conçus pour le sport, elles sont appréciées pour leur confort et leur style. De fait, les sneakers sont aussi des accessoires de mode qui ont été employés dans le monde du hip-hop dans les années 1970-années 1980 avant de devenir dans les années 2000 des marques de streetwear qui se répandent dans la culture populaire.

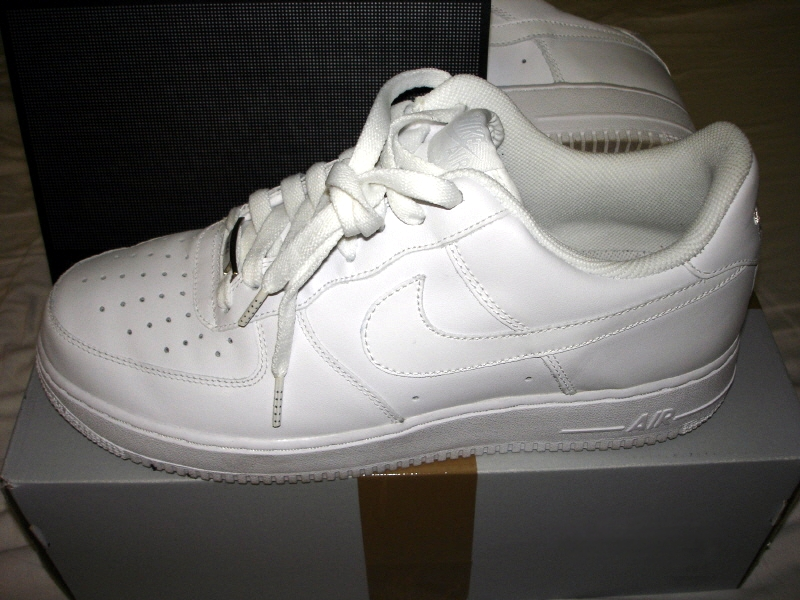
Paire de Nike Air Force.

Dans de nombreux pays, occidentaux notamment, ces chaussures sont très portées dans la rue. Les adolescents sont les principaux amateurs de sneakers comme chaussures de tous les jours, encouragés par les campagnes publicitaires des grandes marques spécialisées. Cependant, d'autres générations les portent volontiers. Pour une utilisation urbaine, ce sont les chaussures multisports ou bien les modèles réédités des années 1960–1970 qui sont les plus portées. Les sneakers actuelles sont principalement conçues en matériaux synthétiques et leur production, comme la majeure partie de l'industrie du textile, est concentrée en Asie où neuf sneakers sur dix sont produites.

## Nom et étymologie
Le nom « sneakers » a pour origine le verbe anglais « to sneak »  signifiant « se déplacer furtivement »  et donc silencieusement. Il fait référence au silence des semelles en caoutchouc au sol, contrairement aux chaussures habillées à semelle en cuir dur standard, bruyantes. Des communautés urbaines se sont approprié ce terme : « C'est à la fois une chaussure confortable, qui permet de s'enfuir vite une fois que l'on a tagué et que l'on ne veut pas que la police nous rattrape. Cela permet aussi de marcher silencieusement. » explique la muséographe Noémie Verstraete. 
Ce mot est souvent attribué à l'Américain Henry Nelson McKinney, un agent de publicité de Philadelphie. En 1917, il l'a utilisé parce que la semelle en caoutchouc rendait furtif le porteur de la chaussure.[réf. nécessaire]

## Histoire
À la renaissance, Henry VIII d'Angleterre aurait réclamé une chaussure spéciale, un modèle plus athlétique. Apparemment l'embonpoint du roi perceptible dans les portraits d'époque est l'une des raisons qui motivent sa reprise du jeu de paume, passion de jeunesse. Toutefois, mécontent du maintien de son pied, il réclame six paires de chaussures à fond de feutre. La recherche de confort à travers une chaussure légère avec une semelle extérieure fonctionnelle dans le but d'accroitre la performance durant l'exercice est caractéristique de la chaussure athlétique.
L'histoire de la sneaker remonte au début du XXe siècle et est intimement liée à l'utilisation du caoutchouc. En 1916, l'entreprise United States Rubber Company crée Keds, qui commercialise les premières chaussures dotées de semelles en caoutchouc, considérées comme les premières sneakers de l'histoire,,. Remarquées pour leur confort et leur discrétion, ces chaussures marquent une rupture avec les chaussures traditionnellement utilisées pour un usage quotidien. Elles permettent aussi le rebond, contrairement aux espadrilles en corde à l'origine utilisées par les joueurs de tennis. L'année suivante, Converse crée la Chuck Taylor All Star, des chaussures de basket-ball qui seront par la suite également vendues pour un usage quotidien.
À partir des années 1950, la part du temps consacré au temps libre augmente considérablement. De plus, les sneakers sont de plus en plus utilisées dans les uniformes scolaires. Les ventes de sneakers augmentent de manière exponentielle, jusqu'à venir concurrencer les ventes des chaussures traditionnelles, en cuir. À partir des années 1970-1980, elles commencent à être prisées par de jeunes urbains américains, en particulier issus des minorités et liés au monde du hip-hop ; des marques comme Adidas vont sentir le potentiel marketing en faisant des rappeurs leurs égéries. Durant les années 1990, les marques de sneakers s'attachent de plus en plus à l'esthétique de la chaussure et jouent du marketing pour les vendre au plus grand nombre. Les sneakers sont alors moins choisies pour leur confort que pour l'identité qu'elles façonnent pour celui qui les porte.
De 1970 (5 modèles) à 1998 (285 modèles) jusqu'à 2012 (3 371), le nombre de modèles de sneakers aux États-Unis a considérablement augmenté.
Il existe des modèles plus luxueux pouvant valoir jusqu'à 15 000 dollars.

## Lasneakerdans la culture populaire

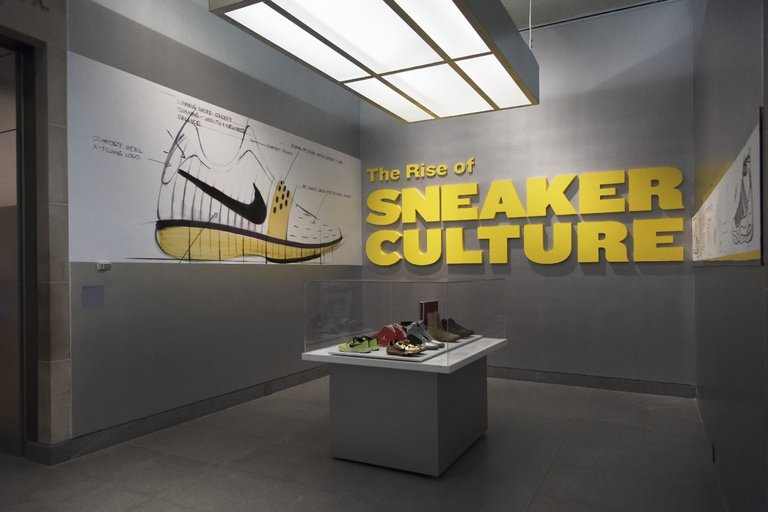
Exposition The Rise of Sneaker Culture au Brooklyn Museum

Les sneakers font partie intégrante des cultures du hip-hop (premièrement Puma, Nike et Adidas) et du rock 'n' roll (Converse et Vans) depuis les années 70. Les artistes hip-hop ont signé des contrats s'élevant à des millions de dollars pour promouvoir ou créer les chaussures de marques comme Nike, Adidas ou Puma. Les collectionneurs de sneakers, appelés "sneakerheads", les considèrent comme des articles de mode. Les entreprises associées encouragent cette tendance en produisant des sneakers rare en édition limitée, souvent à des prix très élevés.
Véritable phénomène de société, la sneaker est devenu un sujet de manifestations diverses : expositions, conventions de collectionneurs, sujets artistiques, etc. En 2020, la plus grande exposition de sneakers en Europe ouvre au musée des arts décoratifs et du design de Bordeaux le vendredi 19 juin 2020. Intitulée « Playground », elle retrace l’histoire des baskets depuis le XXe siècle,. Entre le 13 octobre 2021 et le 25 juillet 2022, l'exposition « Sneakers. Les baskets entrent au musée » est organisée au musée de l'Homme (Paris).

### Marché parallèle
Un phénomène appelé « sneaker reselling » (« revente de sneakers ») consiste à acheter des paires de chaussures en magasin ou en ligne à travers un système de tirage au sort (dit de « raffle »), ou par l'intermédiaire de « bots » (programmes automatiques plus performants que les êtres humains permettant de remporter des enchères ou des ventes en ligne en petites quantités et en temps limité) et de les revendre ensuite plus cher à des particuliers ou encore à des enseignes de reventes (telles que StockX). Cette pratique spéculative a tendance à créer une pénurie en réduisant la disponibilité des produits sur le marché classique (boutique) et une augmentation des prix parfois exorbitante sur certains modèles prisés des collectionneurs,. Les modèles les plus chers au second marché dans les années 2020 restent la « Nike Air Mag Back to the Future BTTF », la « Adidas Human Race NMD Pharrell x Chanel », la « Air Dior » fruit d'une collaboration entre Nike et la marque de haute couture, ou encore des modèles de « Air Jordan » 3 ou 4, certains d'ailleurs signés par Eminem. 
Le marché se structure en trois types principaux d’acheteurs : les consommateurs qui font l'acquisition d'une paire pour la mettre aux pieds, les collectionneurs qui souhaitent les conserver neuves (ou en double, une pour garder, une pour porter) et enfin les revendeurs qui spéculent sur un marché en plein développement et profite des deux autres types d'acheteurs pour poursuivre leur création de valeur.

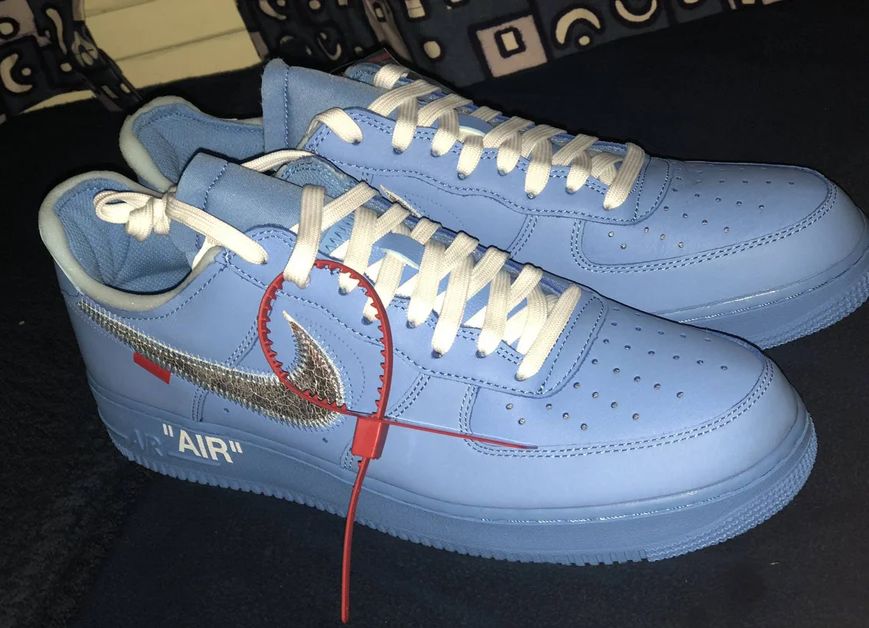
Off-White x Nike Air Force 1 MCA

## Exemple de modèles
- Nike Air Jordan
- Converse Chuck Taylor All Star
- Adidas Stan Smith
- Adidas Superstar
- Nike Air Force One
- Nike Air Max

### Videographie
- [vidéo] « Sneakers - Le culte des baskets », Lisa Leone et Thibaut de Longeville, 2006, 65 mn, France, Etats Unis.
- [vidéo] « Les baskets et nous » sur TF1 (35 & 43 min) , France (consulté le 21 février 2025)